# واراژدینسکه تپلیتسه
واراژدینسکه تُپلیتسه (به کرواتی: Varaždinske Toplice) شهری در واراژدین کشور کرواسی است که جمعیت آن در سال ۲۰۱۱ میلادی ۶٬۳۳۴ نفر بوده‌است.